# 호밀빵
호밀빵 또는 흑빵은 호밀로 반죽한 빵이다. 러시아나 핀란드나 독일에서 먹는다. 호밀에는 글루테닌이 부족하여 글루텐이 거의 잘 형성되지 못하는 특징이 있다. 이를 보완하기 위하여 밀을 섞기도 한다.
사용된 밀가루의 종류와 착색제의 첨가 여부에 따라 색상이 밝거나 어두울 수 있으며 일반적으로 밀가루로 만든 빵보다 밀도가 더 높다. 흰빵에 비해 섬유질 함량이 높고, 색이 진하며, 풍미가 강한다. 세계 최대의 호밀빵 수출국은 폴란드이다.
호밀빵은 중세 시대까지 주식으로 여겨졌다. 다양한 종류의 호밀 곡물이 아이슬란드, 독일, 오스트리아, 덴마크, 스웨덴, 노르웨이, 핀란드, 에스토니아, 라트비아, 리투아니아, 폴란드, 벨라루스, 우크라이나, 러시아, 슬로바키아 등 중북부, 서부 및 동부 유럽 국가에서 생산되었다. 네덜란드, 벨기에, 룩셈부르크, 체코, 슬로베니아, 크로아티아, 보스니아 헤르체고비나, 몬테네그로, 세르비아, 코소보, 알바니아, 마케도니아, 루마니아, 불가리아, 몰도바 등지에서도 생산되며, 영국, 아일랜드, 스위스, 헝가리 등에서도 특산품이다. 서기 500년경, 게르만족인 색슨족이 브리튼에 정착하여 온대 기후에 잘 맞는 호밀을 들여왔다.

## 종류
- 루그브뢰드
- 루피마이제
- 보르딘스키
- 크네케브뢰드
- 품퍼니켈
- 플라트카카

## 건강상 이점
호밀빵에는 다량의 섬유질, 다양한 생리 활성 화합물 및 소량의 지방이 포함되어 있다. 호밀빵은 흰빵 등 일부 빵에 비해 혈당지수가 낮아 식후 흰빵에 비해 혈당 상승 속도가 더디다.

## 같이 보기
- 보르딘스키
- 크네케브뢰드
- 품퍼니켈
- 루그브뢰드